# 高田市警察
高田市警察（たかだしけいさつ）は、かつて存在した新潟県高田市（現：上越市高田地区）の自治体警察である。

## 概要
従来の新潟県警察部が解体され、1948年（昭和23年）3月7日に高田市警察署が設置された。
1954年（昭和29年）に新警察法が公布された。これにより国家地方警察と自治体警察が廃止され、新たに都道府県警察として新潟県警察本部が発足。高田市警察も新潟県警察に統合され、姿を消した。